# Vahbí Chazrí
Vahbí Chazrí (arabsky أنيس بن حتيرة, anglický přepis Wahbi Khazri; * 8. února 1991 Ajaccio) je tuniský profesionální fotbalista, který hraje na pozici útočníka za francouzský klub Montpellier HSC a za tuniský národní tým, jehož je kapitánem. V mládežnických kategoriích reprezentoval Francii a Tunisko, na seniorské úrovni obléká dres Tuniska.

## Reprezentační kariéra

### Francie
V dresu francouzské reprezentace do 21 let odehrál jediný zápas, 28. února 2012 nastoupil v přátelském střetnutí proti Itálii (remíza 1:1).

### Tunisko
V roce 2009 si připsal jeden start za tuniskou reprezentaci U20.
V A-mužstvu Tuniska debutoval v roce 2013. S tuniským národním týmem ze zúčastnil několika afrických šampionátů.